# Beatrice di Slesia-Glogau
Beatrice di Slesia-Schweidnitz (1290 circa – Monaco di Baviera, 25 agosto 1322) membro della dinastia polacca di Piast, divenne per matrimonio regina dei romani.
Era la figlia secondogenita del duca di Jawor Bolko I e della moglie Beatrice del Brandeburgo (1270 circa - prima del 26 aprile 1316), figlia del Margravio Otto del Brandeburgo (1246 circa - 1298).
Fra i fratelli e le sorelle di Beatrice si ricorda Giuditta che divenne la moglie di Stefano I di Baviera.

## Biografia
Beatrice di Slesia (o Silesia)-Schweidnitz nacque attorno al 1280. Il padre morì nel 1301 e sette anni dopo sua madre si risposò con Władysław di Bytom (fra il 1277 e il 1283 - intorno all'8 settembre 1352), matrimonio da cui nacquero almeno altri due figli.
Da quando era rimasta orfana di padre Beatrice era stata posta, insieme ai fratelli, sotto la tutela dello zio materno Ermanno di Brandenburg-Salzwedel (1275 circa - 1º febbraio 1308) e così rimasero fino al 1305 quando il primogenito di Bolko, Bernardo, raggiunse l'età giusta per governare i propri domini e prendere sotto la propria tutela i fratelli e le sorelle restanti.
Fu proprio suo fratello, volendo assicurarsi un'alleanza con la Baviera, ad organizzare il matrimonio di Beatrice con Ludovico IV di Baviera, che venne celebrato il 14 ottobre 1308.
Il 20 ottobre 1314 Ludovico venne eletto re dei Romani, nonostante che il giorno prima un'altra fazione avesse eletto Federico I d'Asburgo, titolo che i due continuarono a disputarsi per il resto della vita insieme alle rispettive consorti.
Beatrice morì a Monaco di Baviera il 25 agosto 1322, diversi anni prima dell'effettiva incoronazione del marito, che avvenne solo nel 1328; due anni dopo essere rimasto vedovo Ludovico si risposò con Margherita II di Hainaut.

## Matrimonio e figli
Dalle nozze di Beatrice e Ludovico nacquero:
- Matilde di Baviera (dopo il 21 giugno 1313-2 luglio 1346), sposò Federico II di Meißen;
- un bambino (nato e morto nel 1314);
- Ludovico V di Baviera;
- Anna (1316 circa-1319 circa);
- Agnese (nata e morta attorno al 1318);
- Stefano II di Baviera.

## Ascendenza
|                           |   |                        | Genitori              |  |  | Nonni |  |  | Bisnonni         |  |  | Trisnonni           |  |
|                           |   |                        |                       |  |  |       |  |  | Enrico II il Pio |  |  | Enrico I il Barbuto |  |
|                           |   |                        |                       |  |  |       |  |  | Enrico II il Pio |  |  | Enrico I il Barbuto |  |
|                           |   | Edvige di Andechs      |                       |  |  |       |  |  | Enrico II il Pio |  |  |                     |  |
| Boleslao II di Slesia     |   |                        |                       |  |  |       |  |  | Enrico II il Pio |  |  |                     |  |
|                           |   | Anna di Boemia         | Ottocaro I di Boemia  |  |  |       |  |  |                  |  |  |                     |  |
|                           |   | Anna di Boemia         | Ottocaro I di Boemia  |  |  |       |  |  |                  |  |  |                     |  |
|                           |   | Anna di Boemia         | Costanza d'Ungheria   |  |  |       |  |  |                  |  |  |                     |  |
| Bolko I di Świdnica       |   | Anna di Boemia         |                       |  |  |       |  |  |                  |  |  |                     |  |
|                           |   | Enrico I di Anhalt     | Bernardo di Sassonia  |  |  |       |  |  |                  |  |  |                     |  |
|                           |   | Enrico I di Anhalt     | Bernardo di Sassonia  |  |  |       |  |  |                  |  |  |                     |  |
|                           |   | Enrico I di Anhalt     | Brigitta di Danimarca |  |  |       |  |  |                  |  |  |                     |  |
| Edvige di Anhalt          |   | Enrico I di Anhalt     |                       |  |  |       |  |  |                  |  |  |                     |  |
|                           |   | Ermengarda di Turingia | Ermanno I di Turingia |  |  |       |  |  |                  |  |  |                     |  |
|                           |   | Ermengarda di Turingia | Ermanno I di Turingia |  |  |       |  |  |                  |  |  |                     |  |
|                           |   | Ermengarda di Turingia | Sofia di Wittelsbach  |  |  |       |  |  |                  |  |  |                     |  |
| Beatrice di Slesia-Glogau |   | Ermengarda di Turingia |                       |  |  |       |  |  |                  |  |  |                     |  |
|                           | … | …                      |                       |  |  |       |  |  |                  |  |  |                     |  |
|                           | … | …                      |                       |  |  |       |  |  |                  |  |  |                     |  |
|                           | … | …                      |                       |  |  |       |  |  |                  |  |  |                     |  |
| Ottone V di Brandeburgo   | … |                        |                       |  |  |       |  |  |                  |  |  |                     |  |
|                           |   | …                      | …                     |  |  |       |  |  |                  |  |  |                     |  |
|                           |   | …                      | …                     |  |  |       |  |  |                  |  |  |                     |  |
|                           |   | …                      | …                     |  |  |       |  |  |                  |  |  |                     |  |
| Beatrice di Brandeburgo   |   | …                      |                       |  |  |       |  |  |                  |  |  |                     |  |
|                           |   | …                      | …                     |  |  |       |  |  |                  |  |  |                     |  |
|                           |   | …                      | …                     |  |  |       |  |  |                  |  |  |                     |  |
|                           |   | …                      | …                     |  |  |       |  |  |                  |  |  |                     |  |
| …                         |   | …                      |                       |  |  |       |  |  |                  |  |  |                     |  |
|                           |   | …                      | …                     |  |  |       |  |  |                  |  |  |                     |  |
|                           |   | …                      | …                     |  |  |       |  |  |                  |  |  |                     |  |
|                           |   | …                      | …                     |  |  |       |  |  |                  |  |  |                     |  |
|                           |   | …                      |                       |  |  |       |  |  |                  |  |  |                     |  |